# Dries (Millen)
Dries is een gehucht ten noorden van Millen.
Dries is een oude landbouwnederzetting, vernoemd naar een vierkant plein, waar onder meer de veestapel werd verzameld. Dit pleintje werd begrensd door de huidige Millerdries, Van den Boschstraat en Peperstraat.
Het gehucht is gelegen op de noordflank van hetzelfde droogdal op de zuidflank waarvan Millen zich bevindt. Een kerkpad, de Papesteeg genaamd, loopt van Dries naar de Sint-Stefanuskerk te Millen. Het pleintje werd in de 19e eeuw verkaveld.